# Ernst Christian Friedrich Schering
Ernst Christian Friedrich Schering (31 de mayo de 1824 – 27 de diciembre de 1889) fue un boticario e industrial alemán que creó la Chemische Fabrik Ernst Schering. La empresa se dividió en Schering AG y Schering-Plough después de la confiscación de activos estadounidenses durante la Segunda Guerra Mundial.

## Biografía
Schering nació el 31 de mayo de 1824 en Prenzlau.  En 1851 abrió una farmacia en Chausseestrasse, en el norte de Berlín.   Murió el 27 de diciembre de 1889 y fue enterrado en el protestante Friedhof III der Jerusalems- und Neuen Kirchengemeinde (Cementerio n.º III de las congregaciones de la Iglesia de Jerusalén y la Iglesia Nueva ) en Berlín-Kreuzberg, al sur de Hallesches Tor .

## Legado
La Fundación Schering concede anualmente en su honor el Premio Ernst Schering a la investigación sobresaliente en medicina, biología o química.